# John F. Snodgrass
John Fryall Snodgrass (* 2. März 1804 im Berkeley County, Virginia; † 5. Juni 1854 in Parkersburg, Virginia) war ein US-amerikanischer Politiker. In den Jahren 1853 und 1854 vertrat er den Bundesstaat Virginia im US-Repräsentantenhaus.

## Leben
Der im heutigen West Virginia geborene John Snodgrass besuchte die öffentlichen Schulen seiner Heimat. Nach einem anschließenden Jurastudium und seiner 1843 erfolgten Zulassung als Rechtsanwalt begann er in Parkersburg in diesem Beruf zu arbeiten. Gleichzeitig schlug er als Mitglied der Demokratischen Partei eine politische Laufbahn ein. In den Jahren 1850 und 1851 war er Delegierter auf einer Versammlung zur Überarbeitung der Verfassung von Virginia.
Bei den Kongresswahlen des Jahres 1852 wurde Snodgrass im elften Wahlbezirk von Virginia in das US-Repräsentantenhaus in Washington, D.C. gewählt, wo er am 4. März 1853 die Nachfolge von John Letcher antrat. Dieses Mandat konnte er bis zu seinem Tod am 5. Juni 1854 ausüben. Seine Zeit als Kongressabgeordneter war von den Ereignissen im Vorfeld des Bürgerkrieges geprägt.